# Anolis impetigosus
Anolis impetigosus este o specie de șopârle din genul Anolis, familia Polychrotidae, descrisă de Cope 1864. Conform Catalogue of Life specia Anolis impetigosus nu are subspecii cunoscute.